# 上托尔内奥市镇
上托尔内奥市镇（瑞典語：Övertorneå kommun）是瑞典北部北博滕省的一个市镇。其治所位于上托尔内奥。